# Хенекер, Уильям
Уильям Чарльз Жиффар Хенекер (англ. William Charles Giffard Heneker, 22 августа 1867 — 24 мая 1939) — британский военачальник, родившийся и получивший образование в Канаде. Проходил службу в Западной Африке и Индии, затем на Западном фронте Первой мировой войны. Видный военный тактик и стратег, ставший одним из самых заслуженных канадцев в Британской империи.

## Образование
Уильям Хенекер родился в Шербруке канадской провинции Квебек, 22 августа 1867 года, в семье Ричарда Уильяма и Элизабет Хенекеров. Первичное образование он получил в колледже Бишопс, в Ленноксвилле — пригороде Шербрука. После чего решил связать свою жизнь с армией и направился в Военный колледж Канады, Кингстон, Онтарио, куда был зачислен 1 сентября 1884 года. Спустя четыре года, 28 июня 1888 года он выпустился с присвоением звания сержанта.

## Воинская служба
Первые десятилетия своего существования Королевский военный колледж Канады направлял своих лучших выпускников на практику в Лондон, в военное министерство. Таким образом Хенекер прошёл имперскую комиссию и 5 сентября 1888 года был принят вторым лейтенантом в 1-й батальон коннахтских рейнджеров. В тот момент это соединение находилось в Индии, там Хенекер и присоединился к своему полку. 12 февраля 1890 года ему было присвоено звание лейтенанта, спустя ещё семь лет, 10 марта 1897 года, он дослужился до капитана. Вскоре после этого он был командирован в протекторат побережья Нигера, где начался новый этап его карьеры.
Вплоть до 1906 года Хенекер находился на западно-африканском районе операций, где участвовал разнообразных кампаниях, от мелких стычек мирного времени и карательных миссий по борьбе с повстанческим движением до широкомасштабных боевых действий. В ходе экспедиции в Бенин 1899 года в качестве офицера разведки и топогеодезической службы он был отмечен за свои действия. 31 июля 1901 года он получил внеочередное звание — майор. В 1902 году был заместителем командующего южнонигерийского колониального полка Королевских западноафриканских пограничных войск в протекторате Южная Нигерия. В этом качестве он участвовал в Ишанской и Улийской экспедициях, операциях против Ибеку-Олокоро, действиях в районе Афикпо, а также командовал четвёртой колонной в войне Англо-Аро. За отлично проведённый поход против вождя Адукукаику из Иггары был отмечен перед начальством. 21 августа Хенекер был представлен к внеочередному званию подполковника, хотя продолжил получать майорское жалование до 16 февраля 1907 года. Чуть позже, с 24 октября 1907 года, его внеочередной чин уже равнялся полковнику. За свою службу в Западной Африке он был награждён королём Эдуардом VII орденом «За выдающиеся заслуги» 12 сентября 1902 года.
В конечном счёте Хенекер был переведён в Южную Африку, где прослужил заместителем начальника адъютантско-квартирмейстерского отделения в секторе колонии Оранжевой реки с 21 апреля 1906 по 20 апреля 1910 года. В дальнейшем — вернулся в Британскую Индию, на северо-западную границу. Там, с 10 апреля 1912 года, в звании подполковник командовал 2-м батальоном северо-стаффордширского полка в Пешаваре. В том же 1912 году был временным командиром 1-й пешаварской пехотной бригады, с 1913 по 1914 год временным командующим равалпиндской пехотной бригадой. Наконец, в октябре 1914 года он стал командиром 1-й кветтаской пехотной бригады. В течение всего этого времени, с октября 1907 по июнь 1917 года, он продолжал выполнять обязанности королевского адъютанта, проявил себя изобретательным, находчивым и высококвалифицированным воином с отменными способностями в тактике.

## Исследовательские работы
В 1907 году Хенекер издаёт книгу «Bush Warfare», в которой переосмысливает накопленный опыт и рассматривает новые тактические методы и приёмы в малых войнах. Это была первая аналитическая работа по малым войнам со времён публикации 1896 года полковника Британской армии Колуэлла «Small Wars». Таким образом, исследование Хенекера стало учебником обязательным к чтению для всего командного состава, до появления новых доктринальных концепций в 1930-х годах. В 2007 году канадский военный историк Эндрю Годфрой выпустил обновлённую редакцию «Bush Warfare» к столетию со дня первого издания.

## Первая мировая война
С началом войны Уильям Хенекер получил временное звание бригадного генерала в действующей армии в Европе. С 13 марта по 14 декабря 1915 года в его подчинении 54-я пехотная бригада 18-й восточной пехотной дивизии британского экспедиционного корпуса. В этот период он был тяжело ранен, но смог вернуться в строй. 10 апреля 1916 года Хенекер получил звание полного полковника, хотя продолжал исполнять обязанности бригадира. Оправившись от ранения, он взял под своё командование 190-ю пехотную бригаду 63-й (военно-морской) дивизии и возглавлял её с 29 октября по 8 декабря 1916 года.
Следующим назначением Хенекера стало руководство 8-й пехотной дивизией, которой он командовал с 9 декабря 1916 года и до конца войны. Вместе с возросшей ответственностью росло и его звание, 3 июня 1917 года он повышается до генерал-майора.
В ходе Весеннего наступления, несмотря на крепкую оборону, немецким войскам удалось смять дивизию Хенекера в Виллер-Бретонне. К счастью на помощь подоспели 13-я австралийская бригада Томаса Глазго и 15-я австралийская пехотная бригада Гарольда Эллиотта, совместными усилиями 25 апреля 1918 года удалось вернуть этот населённый пункт, что позволило позже генерал-лейтенанту Джону Монашу, командующему пехотными австралийскими войсками, назвать сей ратный подвиг переломной точкой войны.
После объявления Компьенского перемирия Хенекер остался в действующей армии, участвовал в оккупации Рейнской демилитаризованной зоны. Его дивизия контролировала участок к востоку от Кёльна с марта по октябрь 1919 года, после чего Хенекера поставили во главе новой формации, так называемой Южной дивизии (созданной на основе 29-й пехотной дивизии) Британской рейнской армии. Это соединение было под его началом с октября 1919 по февраль 1920 года, затем, начиная с марта 1920 года, Хенекер возглавлял Рейнский гарнизон в Кёльне.
В 1921—1922 годах Хенекер командовал британским контингентом при Межсоюзнической комиссии по управлению и проведению плебисцита в Верхней Силезии, поддерживая общественный порядок в спорной территории между Польшей и Германией. Впоследствии, до 1926 года, был командиром 3-й пехотной дивизии расквартированной в Солсберийской равнине. В 1928 году вернулся в Индию, где получил пост главнокомандующего Южным командованием. В 1932 году вышел в отставку в звании полного генерала.

## Семья
В 1901 году женился на Кларе Мэрион, уроженке Фелиндре, Уэльс. У четы было двое сыновей: Дэвид Уильям, родившийся 31 марта 1906 года, и Патрик Алласон Холден, рождённый 1 сентября 1908 года. Дэвид Хенекер стал композитором и поэтом-песенником, трижды номинировавшийся на премию «Тони»: в 1961 году как один из авторов стихов к мюзиклу и кинокомедии «Нежная Ирма» и в 1965 году в номинациях «Лучший композитор и автор стихов» и «Лучшая музыка и лирика» к мюзиклу «Пол-шестипенсовика».